# Нейронна мережа прямого поширення
Нейронна мережа прямого поширення, нейромережа прямого розповсюдження (англ. Feedforward neural network) — вид нейронної мережі, в якій сигнали поширюються в одному напрямку, починаючи від вхідного шару нейронів, через приховані шари до вихідного шару і на вихідних нейронах отримується результат опрацювання сигналу. В мережах такого виду немає зворотніх зв’язків. Протилежним видом нейронних мереж із зворотніми зв’язками є рекурентні нейронні мережі. Прикладом нейронної мережі прямого поширення є перцептрон Розенблатта, від якого і беруть свій початок нейромережі прямого розповсюдження. В літературі часто термін перцептрон, багатошаровий перцептрон та нейромережа прямого поширення застосовуються синонімічно . Власне, між різними видами перцептронів спільне одне — вони усі є нейромережами з прямим поширенням сигналу, різняться в основному кількістю шарів, функцією активації та методом навчання.